# Ham Common
Pour les articles homonymes, voir Ham.
Ham Common est une zone de terres communes à Ham, à Londres. Il s'agit d'une zone de conservation gérée par le London Borough de Richmond upon Thames. Il couvre 48.6 hectares, la deuxième plus grande superficie de terres communes du borough, 0.8 hectares plus petit que Barnes Common. Il est divisé en deux habitats distincts, les prairies et les bois, séparés par l' A307 - Upper Ham Road. C'est une zone d'intérêt écologique, historique et récréatif, désignée réserve naturelle locale,.

## Description

### Ham Common Woods

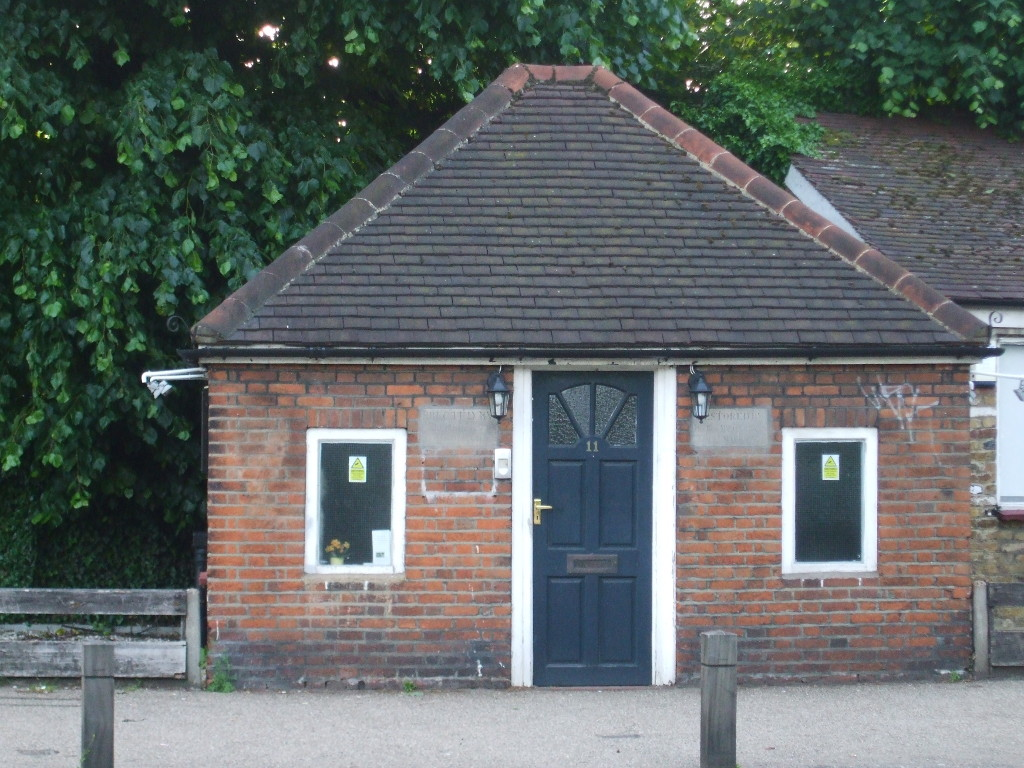
Gate House au sud de Ham Common. 1771. Les portes devaient empêcher les animaux de s'égarer, pas les péages.

Du côté est de Upper Ham Road (A307) se trouve une zone boisée, Ham Common Woods, qui s'étend sur 1 kilomètre à Richmond Park à l'est et Sudbrook Park, Petersham au nord,. Le ruisseau Latchmere, maintenant couvert pour la majeure partie de son cours, a son rejet dans un étang près de Ham Gate à Ham Common Woods. Deux cèdres ont été plantés pour marquer le couronnement du roi George V en 1911. 

Depuis la cessation du pâturage dans les années 1930, la section est passée de landes et prairies acides avec ajoncs, fougères et ronces à des forêts mixtes de chênes. Le bouleau pionnier, en train de mourir, cède la place au houx, à l'if et au chêne. Les autorités locales et les groupes de bénévoles gèrent l'habitat, en gardant les sentiers et les voies cavalières dégagés et en éliminant les espèces envahissantes telles que la Snowberry. Au cours des dernières années, une partie du chemin Church, Ham Common, a été fermée à la circulation au printemps pour protéger les crapauds migrateurs afin qu'ils traversent en toute sécurité,. De nouveaux étangs ont été construits début 2017 par Froglife et le conseil de Richmond pour fournir un habitat au crapaud commun. 

### La défense de Ham Common
À la fin de la période victorienne, les pressions croissantes pour le développement de Ham Common causées par l'expansion rapide des bâtiments dans et autour de Londres étaient typiques de ceux auxquels font face les Commons à travers la métropole. Les Metropolitan Commons Acts 1866 à 1878 ont été adoptés pour aider à les préserver. 

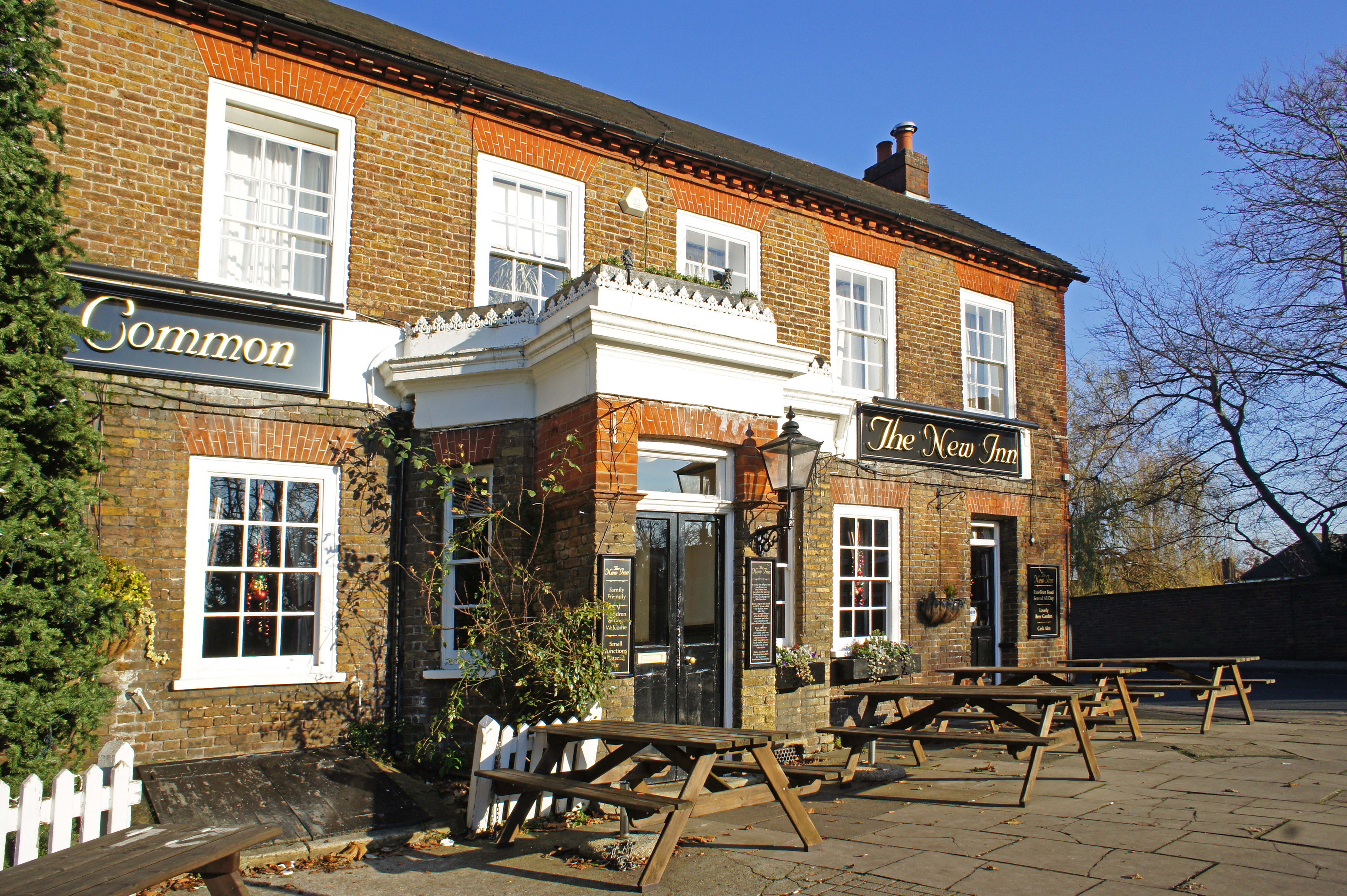
The New Inn, Ham Common

En 1896, les Dysarts firent la promotion du Petersham and Ham Lands Footpaths Bill cherchant à délimiter les 71 hectares de terres. Le projet de loi a été rejeté par 262 voix contre 118, car il était réputé contrevenir aux Metropolitan Commons Acts.  

### Propriété publique
Quelques années plus tard, le projet de loi de Richmond Hill (préservation de la vue), est passé. Ce dernier projet de loi contenait les mêmes propositions mais plus de concessions que son prédécesseur et mettait davantage l'accent sur la préservation de la vue depuis Richmond Hill du développement urbain.

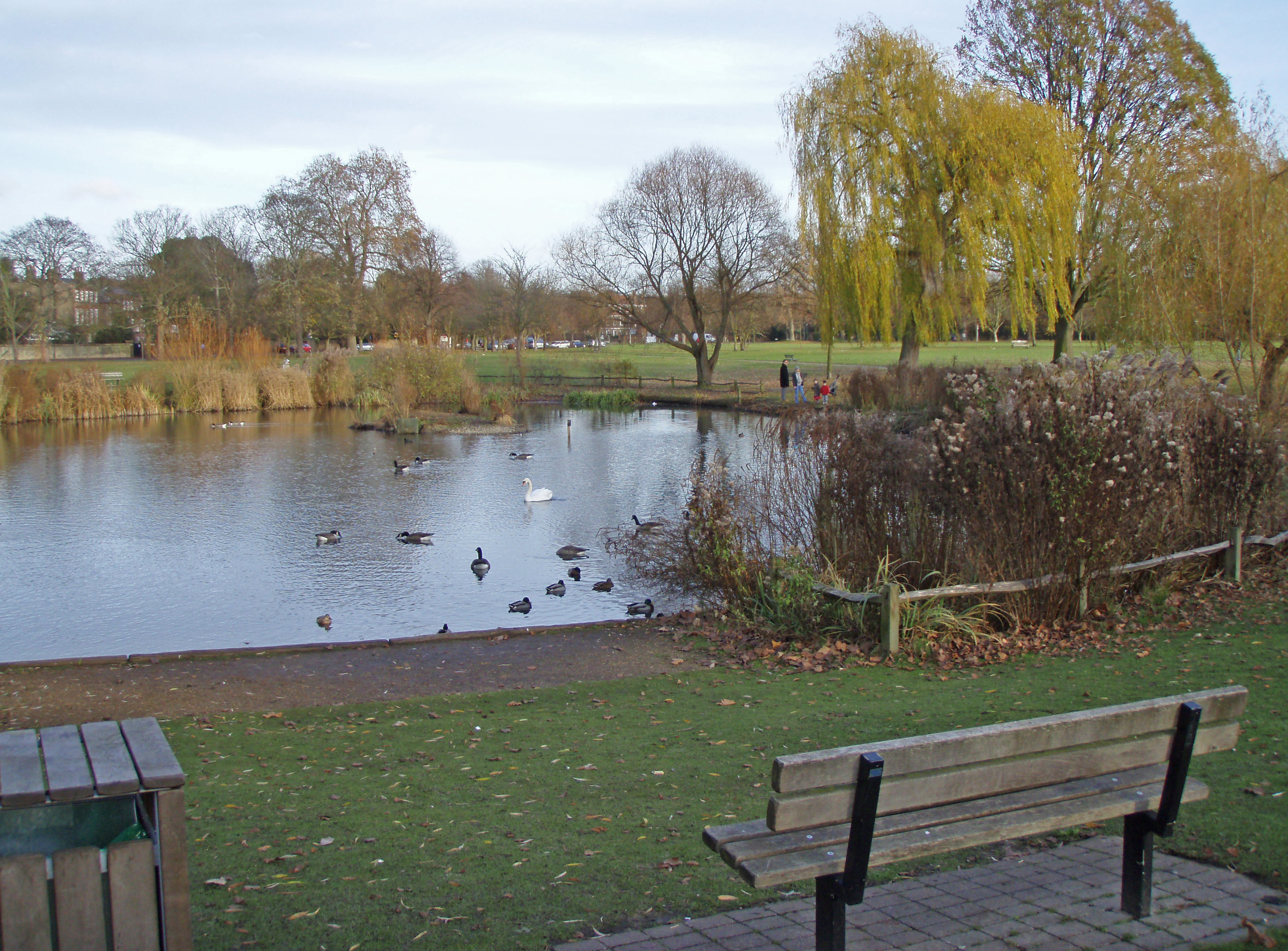
Ham Common fournit une installation importante pour les loisirs et la faune.

## Bâtiments notables
Il existe de nombreux bâtiments remarquables à la périphérie de Ham Common. Dans le sens des aiguilles d'une montre du nord, ceux-ci incluent; Sudbrook Lodge and Cottages, Ormeley Lodge et, à côté de Ham Gate, Park Gate Lodge. Le lodge voisin classé Grade II, juste à l'intérieur de Richmond Park, date de 1742.  
Wilmer House, Latchmere House et St Andrew's Church de Ham sont situés sur Church Road autour de Ham Common Woods. Sur l'A307 Upper Ham Road se trouvent Fox House, Ivy Cottage, Ivy House et Ivy House Cottage, à quelques portes de l' Hand and Flower qui date de 1861 mais le bâtiment actuel est plus récent. 
Le long de la rue Ham, à l'approche de la Tamise, se trouve l'hôpital Cassel, datant du XVIIIe siècle. À côté se trouve Langham House et, derrière lui, dans son ancien jardin, le Langham House Close construit en 1958, classé Grade II *, conçu par James Stirling et James Gowan. Gordon House, The Little House et Ensleigh Lodge plus loin sont tous classés au grade II.    

L'église St Thomas d'Aquin de Ham (en), anciennement l'école nationale paroissiale, marque l'angle nord-ouest de la commune et, derrière elle, Selby House .  À l'ouest et au nord de l'église se trouvent The Malt House et Ham Brewery Tap, les deux vestiges d'une brasserie du XIXe siècle. Plus loin le long de la limite nord se trouvent les pittoresques portails flanquant l'avenue Ham House, l'avenue Cottage et l' avenue Lodge Cottage et l'avenue Lodge elle-même. À leur est se trouvent St Michael's Convent et The Cottage, Hardwicke House, South Lodge et le New Inn construit en 1756 en remplacement du White Hart, une auberge datant d'au moins 1675. On pense que les cottages Stafford adjacents sont les plus anciens de la commune, datant du début du XVIe siècle. 